# Richer hainaut-i gróf
Richer (? – 973. február 12. és március 15. között) középkori frank nemesúr, a németalföldi Liège és Hainaut grófságok grófja.

## Élete
A "Gesta Episcorum Cameracensium" feljegyzése szerint, miután az előző hainaut-i grófot, III. Reginárt Brúnó kölni érsek száműzte, előbb Godfrey, majd utána Richer, Werner és Renaud liège-i grófok kapták meg a hainaut-i grófi címet. 964-től viselte az Hainaut grófja címet, amikor I. Ottó német király neki adományozta Mons környékét (a grófság többi részét feltehetően Valenciennes-hez csatolták).
Ottó 965. június 2-ára datált oklevelében már "Richarius comes" nevében hagyott jóvá egy birtokadományt Godfrey korábbi gróf emlékére a hainaut-i Saint-Ghislain kolostornak.
Másik címe Liège grófja, amire I. Ottó egy másik, 966. január 17-i birtokadományozási oklevele utal.
Halála valamikor 973. február 12. és március 15. között következett be.

## Családja és leszármazottai
Családja és leszármazottai nem ismertek, de két bátyja, Werner és Renaud örökölte a grófi címet. Mindkettőt III. Reginár fiai ölték meg csatában, amikor visszatértek a száműzetésből és elfoglalták apjuk birtokait.